# Pal-V

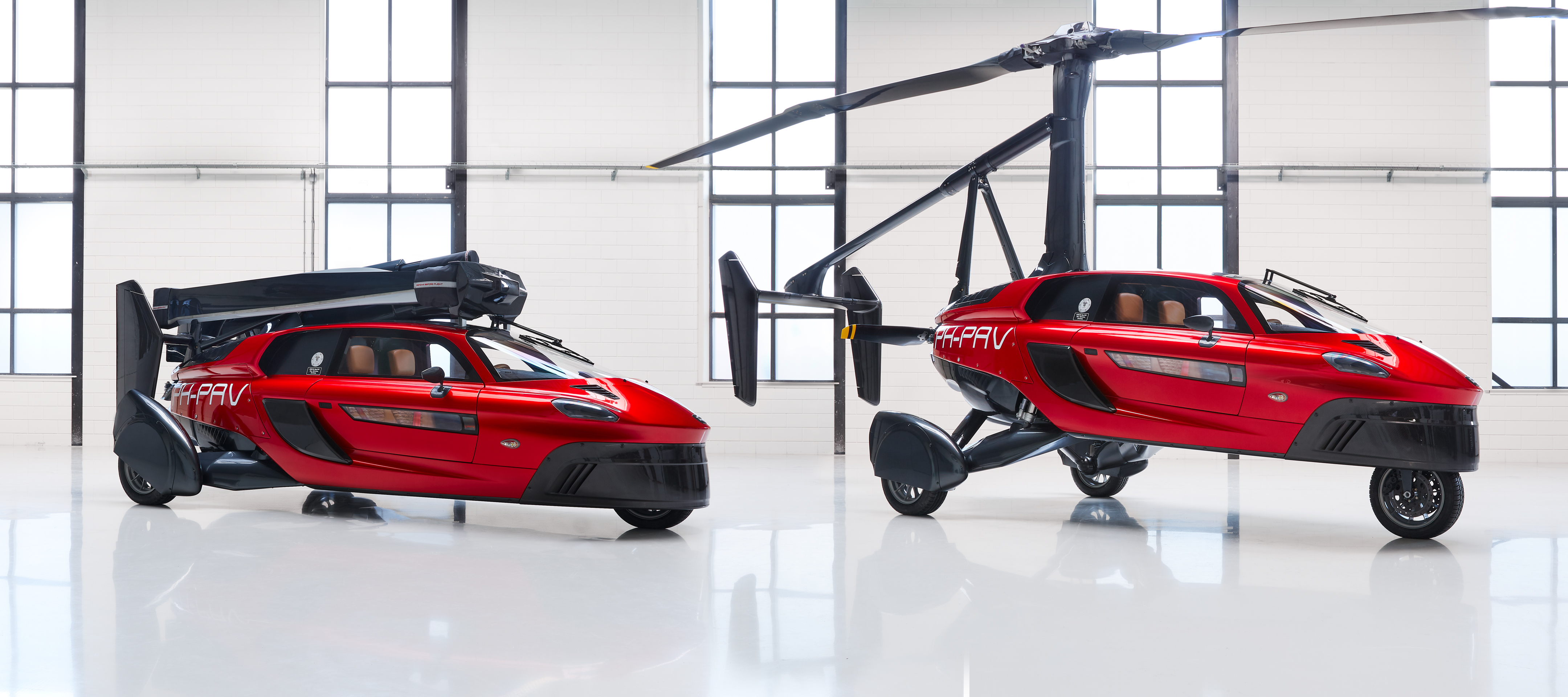
Le PAL-V Sport Edition

PAL-V International B.V. est une société hollandaise qui développe des véhicules à mi-chemin entre la voiture et l'autogire. Il se présente comme une longue moto à deux places, sur trois roues.
Le premier modèle Pal-V One (Personal Air and Land Vehicle One) sorti en 2012 n'a jamais été commercialisé.
Le modèle Liberty Pioneer  muni d'une carrosserie en fibre de carbone développé à partir de 2100 et présenté au salon de Genève en 2018 pour une commercialisation courant 2021, c'est un modèle exclusif qui sera vendu antérieurement au modèle de série nommé Liberty Sport.

## PAL-V One

### Présentation

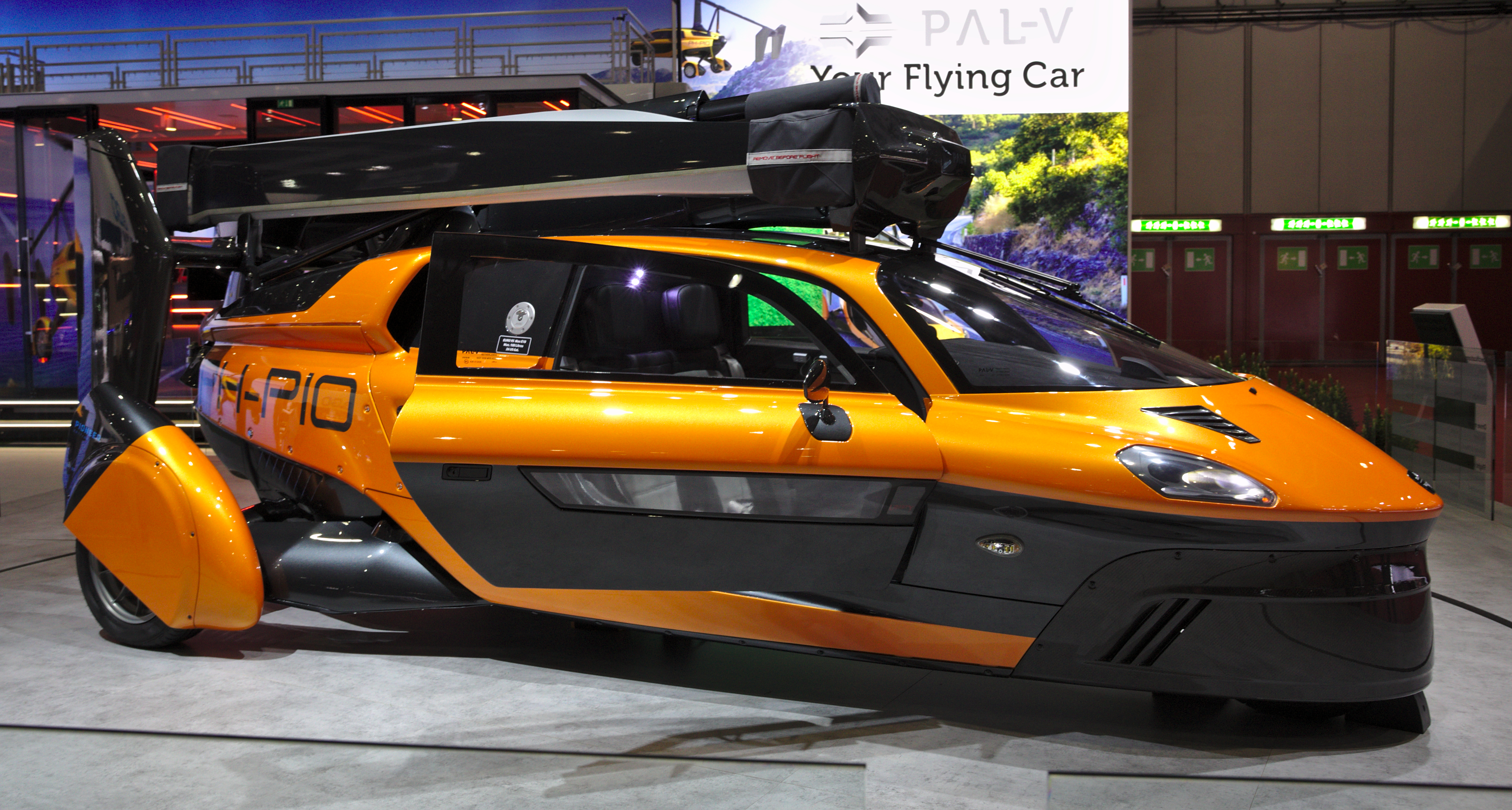
PAL-V Liberty Pioneer edition

Ce véhicule se comporte comme une voiture au sol mais il possède la capacité de décoller sur un espace de 160 mètres. L'appareil est muni d'un rotor libre (une grande hélice repliable) sur le toit du véhicule ainsi que d'une hélice propulsive à l'arrière qui assure le mouvement. Le rotor a pour fonction de maintenir en l'air l'appareil et est uniquement entraîné par le vent relatif. 
L'appareil mesure environ 4 mètres de long, 1,60 mètre de large et 1,60 mètre de haut. Sa masse à vide est d'environ 680 kg et sa puissance moteur est de 230 ch.
Le design extérieur est développé par Chris Klok, diplômé en Design industriel de l'université de technologie de Delft, aux Pays-Bas.
Le Pal-V effectue son premier vol en 2012.

### Stabilité

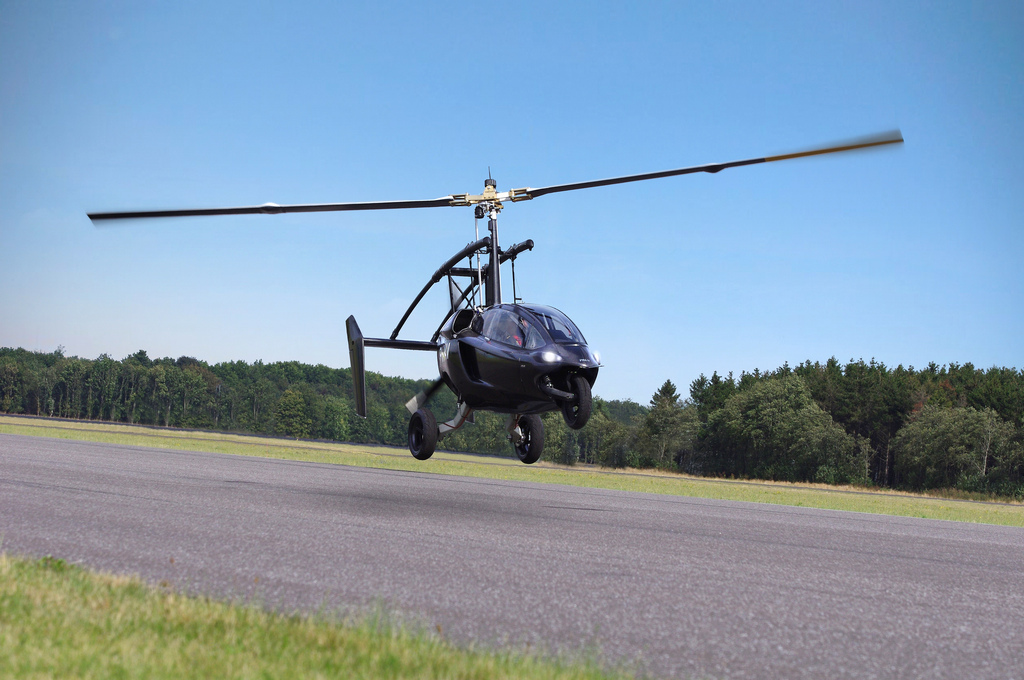
PAL-V ONE au-dessus du sol

Le Pal-V est plus stable qu'un hélicoptère car son rotor tourne à une vitesse moins élevée (350 tours par minute) que celui d'un hélicoptère (500 tours par minute) ce qui le rend moins sensible aux turbulences. En contrepartie, il ne décolle pas à la verticale comme l'hélicoptère mais plutôt à la manière d'un petit avion.

### Formation
Cet appareil, excédant largement les normes de la réglementation ULM Ultra-léger motorisé, nécessite un brevet de pilote avion PPL (licence de pilote privé) dont le coût est d'environ 5 000 €. Dans la plupart des pays, il sera obligatoire de décoller et atterrir uniquement d'un aérodrome.

### Autonomie
Le Pal-V One aurait une autonomie en vol de 350 à 500 km. La vitesse maximale est de 180 km/h en air et sur terre.

## PAL-V Liberty
Présenté en 2018, la première édition du Liberty nommée "Pionner" devrait être commercialisé en édition limitée (90 exemplaires), livré dès 2019 pour la somme de 499 000 € l'unité.
Une fois tous les exemplaires du Pal-V vendus, la commercialisation du Liberty Sport débutera au prix de vente 299 000 €.
L"homologation routière est obtenue en 2020.
En octobre 2020, l'engin n'est pas encore homologué pour vol par l'AESA.
Au niveau routier, il s'agit d'un véhicule thermique biplace fonctionnant avec du carburant sans plomb 95/éthanol 10.
Il sera vendu au tarif unitaire de 300 000 euros en 2022.
Une piste où une route dégagée de 330 mètres est nécessaire pour le décollage. Le Pal-V Liberty est équipé d’un double cockpit de commande et du système électronique d’instruments de vol (Electronic Flight Instrument System). Des équipements auxquels s’ajoutent tous les dispositifs nécessaires à la conduite sur route ouverte bien sûr. Il a une autonomie de 500 km dans les airs comme sur terre.
Il répond aux normes de la EASA (Europe) et de la FAA (États-Unis) 